# Estribillo
El estribillo es un recurso poético consistente en un pequeño grupo de versos que se repiten. Lo común es encontrar el estribillo al principio de la composición y repetirlo después de cada estrofa o copla. Entre los poemas que tradicionalmente han llevado estribillo se encuentran el zéjel, la letrilla y el villancico, a veces también el romance y otras formas de poesía popular. También se le llama estribillo a la parte que resalta de una canción, poema, etc.
El estribillo es una forma de repetición, base del ritmo y ligazón que da unidad al poema. Su nombre deriva de estribo, explicando su función de base o tema en que estriba la composición, al llevar en él la idea principal.

## Historia
Entre los siglos XV y XVIII las secciones con función de estribillo (esto es, que se repiten después de cada copla) solían recibir nombres como cabeza, responsión o respuesta. El término estribillo o estribo se empieza a utilizar en los tonos humanos y villancicos en lengua española de principios del siglo XVII, pero su sentido es diferente al actual:
- En la primera mitad del siglo XVII, el estribo o estribillo es una sección con métrica y música diferentes que se canta al final de un romance y raramente se repite.
- Hacia mediados del siglo XVII se empieza a encontrar una sección inicial en los villancicos llamada estribillo, pero raramente hay indicaciones de repetición.
- Esto lo confirma a principios el siglo XVIII, cuando el diccionario de la Real Academia española “Introducción o principio de la letra y composición poética”
- Solamente a partir de las últimas décadas del siglo XVIII la palabra estribillo se utiliza de manera regular con el sentido actual, como sección que se repite después de cada copla o verso.

El estribillo en el danzón es una sección de 16 compases (8 que se repiten) que funge como introducción de esta forma musical y como interludio entre sus otras dos o tres grandes secciones (una o dos partes melódicas y la parte rítmica o montuno). El estribillo viene siendo como una preparación entre las partes bailables pues es costumbre, entre los danzoneros, no bailar los primeros 8 compases del estribillo. A partir del sexto compás, la pareja hace sus movimientos para colocarse en posición de bailar y al llegar la repetición de esos 8 compases se comienza el baile con un tanto de sencillez todavía hasta que llega la parte melodiosa en la que se comienzan a sacar formas más elaboradas de bailar.